# میه‌چیسواف ویت
میه‌چیسواف وُیت (لهستانی: Mieczysław Voit؛ زادهٔ ۲ اوت ۱۹۲۸–۳۱ ژانویه ۱۹۹۱) بازیگر، خواننده و مجری اهل لهستان بود. وی دانش‌آموختهٔ آکادمی ملی هنرهای نمایشی آ.س.ت. در کراکوف بود و در سال ۱۹۵۵ برندهٔ نشان دهمین سالگرد خلق لهستان شد.
از فیلم‌ها یا مجموعه‌های تلویزیونی که وی در آن‌ها نقش داشته‌است، می‌توان به سفری برای یک لبخند، نگرش تنگ‌نظرانه ۱۹۰۱، شوالیه‌های تتونیک، شور، سیل، خیابان فرعی ۴، صفر-هفت، به‌گوشم، قماری بالاتر از زندگی، داستان گناه، روزها و شب‌ها، عروسی، فرعون، مادر یوآنای فرشتگان و آسایشگاه ساعت‌شنی اشاره نمود.